# ج. آدم إيرلي
جوزيف آدم إيرلي دبلوماسي وسفير أميركي. كان إيرلي سفير الولايات المتحدة لدى مملكة البحرين.

## السيرة
حصل على شهادة بكالوريوس في التاريخ من جامعة ييل عام 1982. ثم حصل على ماجستير في العلاقات الدولية من مدرسة فليتشر للقانون والدبلوماسية بجامعة تافتس عام 1989. يتحدث اللغتين الفرنسية والعربية بالإضافة إلى الإنجليزية.
قبل التحاقه بالسلك الدبلوماسي عمل صحافيا وناشطا في مجال حقوق الإنسان في باريس بفرنسا. ثم عمل مدير تنفيذي للغرفة الفرنسية للتجارة الأميركية في هيوستن بولاية تكساس. التحق إيرلي بالسلك الدبلوماسي في عام 1989. عمل في العديد من المناصب المتعلقة بالدبلوماسية العامة في الشرق الأوسط. شملت المناصب السابقة التي عمل فيها مواقع في مجال الدبلوماسية العامة في مصر وسوريا وإثيوبيا واليمن. عمل مدير لمكتب الإعلام والشئون العامة في إدارة الشرق الأدنى ومدير مكتب العلاقات الإعلامية في إدارة الشئون العامة. عين نائب السفير الأميركي في قطر من 2000 إلى 2003. ثم نائب المتحدث الرسمي باسم وزارة الخارجية الأميركية من 2003 إلى 2006. عين مستشار أعلى لوكيلة وزارة الخارجية للدبلوماسية العامة والاتصالات الخارجية في يوليو 2006 المعني بترسيخ وجود المسئولين الأميركيين في وسائل الإعلام الدولية والتأكد من التنسيق بينهم في دعم السياسة الخارجية الأميركية ودعم رؤية أميركا. عين سفير للولايات المتحدة لدى مملكة البحرين في 28 أغسطس 2007 حتى 30 يونيو 2011.